# Platycheirus fulviventris
Platycheirus fulviventris là một loài ruồi trong họ Ruồi giả ong (Syrphidae). Loài này được Macquart mô tả khoa học đầu tiên năm 1829. Platycheirus fulviventris phân bố ở vùng Cổ Bắc giới